# Jaromír Uždil
Jaromír Uždil, křtěný Jaromír Václav (22. února 1915 Náchod – 9. srpna 2006 Praha) byl český pedagog, básník a malíř. Patřil k předním osobnostem české výtvarné výchovy a České sekce INSEA (Mezinárodní společnosti pro výchovu uměním).

## Životopis
Prof. PhDr. Jaromír Uždil, DrSc., se narodil v roce 1915 v Náchodě v rodině učitele Františka Uždila a jeho ženy Anny roz. Řezníčkové. Na Českém vysokém učení technickém v Praze vystudoval architekturu a později získal profesuru kreslení, jež byla dobovou obdobou dnešní vysokoškolské přípravy výtvarných pedagogů. Byl posluchačem filozofické fakulty v Praze a v Brně a během studia se specializoval na dějiny umění, pedagogiku a estetiku. V letech 1945–1947 studoval jako stipendista na pařížské Sorbonně a na École Nationale Superieure des Arts Décoratifs u François Desnoyera. Po válce spolupracoval pod přímým vedením Otokara Chlupa na zakládání pedagogických fakult (1947) v Československu.
Odborné působení profesora Uždila bylo spojeno s pražskými vysokoškolskými pracovišti, kde byl po čtyři desetiletí významnou akademickou osobností. Působil na Pedagogické fakultě Univerzity Karlovy, na Akademii výtvarného umění a na Vysoké škole uměleckoprůmyslové v Praze. Přednášel převážně dějiny umění, teorii výtvarné výchovy a nauku o barvě.
K odkazu Jaromíra Uždila se hlásí rovněž Česká sekce INSEA, národní sekce mezinárodní organizace, již Jaromír Uždil založil a vedl. Předsedou Československého komitétu INSEA, který uvedl v život, byl od počátku po tři volební období, tedy v letech 1967 až 1984. Založení tehdejšího Československého komitétu INSEA předcházela celosvětová výstava výtvarného projevu dětí v Praze (U Hybernů), již v roce 1964 Uždil připravil a jež měla velký mezinárodní ohlas. Po tomto úspěchu Uždil v Praze zorganizoval světový kongres INSEA (1966), akci, jež je svým významem pro obor výtvarná výchova dosud nepřekonaná. V roce 1990 byl Jaromír Uždil vyznamenán světovou cenou The Edwin Zieglfeld Award za zásluhy o výtvarnou výchovu, kterou uděluje americká USSEA. In memoriam byl Jaromír Uždil oceněn Cenou Herberta Reada, již uděluje světová InSEA těm nejvýznamnějším osobnostem.

## Dílo
Za dobu svého odborného působení napsal Jaromír Uždil na 300 větších prací, z toho 12 knižních. Mezi jeho hlavní díla patří tyto tituly: Estetická výchova (1960); Výtvarný projev a výchova (1975); Čáry, klikyháky, paňáci a auta (1984); Mezi uměním a výchovou (1988). Ve spolupráci s Igorem Zhořem vznikly publikace Výtvarné umění ve výchově mládeže (1964), metodické sešity pro výtvarnou výchovu na mateřských a národních školách (60. léta) a Pracovní sešity z výtvarné výchovy (90. léta).
- UŽDIL, Jaromír & Emilie ŠAŠINKOVÁ. 1980. Výtvarná výchova v předškolním věku: Učebnice. Praha: SPN. 191 s.
- UŽDIL, Jaromír & Igor ZHOŘ. 1964. Výtvarné umění ve výchově mládeže. Praha: Státní pedagogické nakladatelství. 194 s.
- UŽDIL, Jaromír. 1956. Z mezinárodní konference výtvarných pedagogů v Basileji. Výtvarná výchova: Časopis pro kreslení a technicko-estetickou výchovu. 11(5) 216–220.
- UŽDIL, Jaromír. 1965. Tvořivost ve výtvarné výchově. In: ZHOŘ, Igor & Václav PÍŠA, eds. Výtvarná výchova a tvořivost: [Sborník z] 2. celost. konference učitelů výtvarné výchovy, [kterou poř.] min. školství a kultury 6. – 9. října 1964 v Praze. Praha: SPN, s. 13–28.
- UŽDIL, Jaromír. 1965–66. Připravuje se světový kongres INSEA v ČSSR. In: UŽDIL, Jaromír. Mezi uměním a výchovou: sborník textů a statí. Praha: SPN, 1988, s. 271–279. (Editor publikace a autor doslovu DAVID, Jiří – pod pseudonymem Věra Davidová.) Původně publikováno v časopise Estetická výchova 1965–66, č. 1.
- UŽDIL, Jaromír, ed. 1966. Dítě a svět: kresby dětí z celého světa. Praha: SNDK. 68 s.
- UŽDIL, Jaromír. 1968. Úvodní projev při zahájení kongresových jednání. In: BROŽEK, Jaroslav & Bohuslav MALEČEK, eds. Umění a výchova: Výtvarná výchova – výchova pro budoucnost: Zpráva z 18. světového kongr. INSEA (International Society for Education through Art – Mezinárodní organizace pro výchovu uměním), Praha 1966. Praha: SPN, s. 21–26.
- UŽDIL, Jaromír. 1974. Výtvarný projev a výchova. Praha: SPN. 314 s.
- UŽDIL, Jaromír. 1974. Čáry, klikyháky, paňáci a auta: Výtvarný projev a psychický život dítěte. Praha: SPN. 121 s.